# Маныловский сельсовет
Маныловский сельсовет — административно-территориальная единица в Тотемском районе Вологодской области России. В рамках организации местного самоуправления, в границах сельсовета были сформированы муниципальные образования —
сельские поселения Погореловское, СП Толшменское Тотемского муниципального района. Образован в 1924 году. Административный центр — деревня Бор (Тотемский район).

## История
Маныловский сельский Совет рабочих, крестьянский и красноармейских депутатов образовался в 1924 году 11 февраля на основании Постановления ВЦИК от 2 декабря 1918 года, как орган местной, государственной, исполнительной и распорядительной власти на территории сельского Совета.
С 1939 года по октябрь 1977 года именовался сельским Советом депутатов трудящихся.

## Состав
В 1947 году в состав сельсовета входили:
- хутор Александровский 1
- хутор Александровский 2
- судоверфь Баржестрой
- хутор Богданово
- деревня Бор
- речн.будка Будка на 60 км
- хутор Васильевский
- выселки Веригино
- хутор Виноградово
- хутор Воробево
- л/стоянка Воймнга Верхняя
- л/стоянка Воймнга Нижняя
- хутор Высоковский
- л/стоянка Вязовик участок
- хутор Гончарово
- хутор Гусево
- деревня Доможирово
- хутор Дресвенник
- выселки Еловец
- хутор Имени Пушкина
- хутор Засека
- хутор Зайцево 1 (ныне Зайцево?)
- хутор Зайцево 2
- выселки Калинино
- барак Квартал 58
- барак Квартал 60
- деревня Киселево (Пустошь)
- хутор Кладовка
- хутор Красавино
- хутор Красная Горка
- хутор Красный Бор
- хутор Крутой Угор
- хутор Кузмичево
- хутор Кузьмичево
- хутор Куртиево
- хутор Лагмаз
- хутор Лошановский
- деревня Макарово
- хутор Малая Речка
- хутор Малиновский
- деревня Манылово
- деревня Маныловский погост
- хутор Миллер
- хутор Митревский
- хутор Мокруша
- хутор Мурамцево
- хутор Новая Деревня
- хутор Опыт
- хутор Орлово
- хутор Павлово
- хутор Подборхное
- хутор Прекуль
- автостоянка Пустыня
- деревня Пьянкова Слободка
- сторожка Речная Будка
- хутор Рублево
- хутор Савчево 1
- хутор Савчево 2
- деревня Село Красное
- хутор Семенцево
- хутор Соболево
- деревня Соколово
- хутор Соколово
- хутор Соловьево 1
- хутор Соловьево 2
- сплав.барак Стрелка
- деревня Черепаниха
- деревня Чиздино
- л/стоянка Шахто-Печенская  база
- хутор Щукинский
- хутор Экватор
- хутор Ясная Поляна